# Bandera de Bretaña
La bandera de Bretaña es llamada la Gwenn ha du, que en bretón significa la “blanca y negra”.

## La bandera histórica (Kroaz du)

La Kroaz du.

En bretón: Kroaz du, la cruz negra. Fue la bandera y enseña del Ejército bretón entre los siglos XIV y XVI. Históricamente, los bretones han utilizado una cruz negra sobre fondo blanco, inversamente al pendón de San Piran, la bandera de Cornualles. 
Fue concedida en 1188 por el papa Clemente III a los cruzados bretones como un signo de reconocimiento, al mismo tiempo que otorgó las cruces en rojo, blanco, amarillo y verde para los demás cruzados (banderas que siguen utilizándose hoy por países como Dinamarca, Suecia o Noruega). Es más, durante la Guerra de los Cien años es cuando el uso de la cruz se convierte en distintivo de las monarquías cristianas.
Este modelo es defendido actualmente frente a la nueva bandera por los grupos tradicionalistas frente a los nacionalistas, por tener unas raíces históricas ligadas realmente a Bretaña y no ser de inspiración extranjera, ya que la "Gwenn ha du" está inspirada en la bandera de los Estados Unidos.

## La bandera nacionalista (Gwenn ha du)

La Gwenn ha du, bandera ligada al nacionalismo.

La bandera actual fue creada en 1923 por Morvan Marchal, un activista político del nacionalismo bretón. Usó como inspiración las banderas de los Estados Unidos y Grecia, debido a que estos dos países eran vistos en este tiempo como los símbolos de libertad y democracia respectivamente.
La bandera actual está formada por nueve barras: cinco negras y cuatro blancas. Las negras representan las provincias del este (la Alta Bretaña: Dol, Saint-Brieuc, Saint-Malo, Nantes y Rennes) y las blancas a las del oeste (la Baja Bretaña: Cornualles, León, Trégor y Vannes). El símbolo que se repite en el cantón superior izquierdo procede del escudo de armas del Ducado de Bretaña.

## Construcción de la bandera
- altura A = 18
- ancho B = 27
- altura cantón blanco C = 8
- longitud del cantón blanco D = 12
- anchura de cada banda de color negro o blanco E = 2
- icono = 3 x 2

## Galería

Escudo de armas desde 1213 en adelante (ajedrezado de oro y azur dentro de una bordura de gules, y un cantón de armiño).
Bandera y alférez del ejército (siglos XIV-XVI) Históricamente, los bretones habían usado una cruz negra sobre fondo blanco. Hay poca información disponible sobre esta bandera antes del siglo XIV.
El Kroaz du fue una de las principales banderas bretonas durante la Edad Media. Apareció en el Combate de los Treinta, así como en la Guerra de los Cien Años, y tuvo un amplio uso por parte de los marineros bretones. Los monárquicos bretones la consideran la verdadera bandera de Bretaña.
Escudo de armas de 1316 en adelante (sembrado de armiño).
Escudo de armas Rennes.
La bandera del Ducado de Bretaña.
Bandera del Breton Vexillological Society.